# Park am Weißen See
Der Park am Weißen See ist eine Berliner Grünanlage im Bezirk Pankow, Ortsteil Weißensee. Der Park, der den Weißen See umgibt, wurde im 19. Jahrhundert angelegt. Auf seinem 2,1 Hektar großen Areal stehen das Milchhäuschen, ein kleines Wildgehege, zahlreiche Skulpturen und Baumdenkmale. Ein 1,3 Kilometer langer Rundweg innerhalb des Parks führt einmal komplett um den See herum.

## Geschichte
Anfang des 19. Jahrhunderts ließ der Landwirt und Schnapsbrenner Johann Heinrich Leberecht Pistorius rund um den Weißen See einen Gutsgarten anlegen. Nach seinem Tod 1858 erwarb der Regierungsrat Friedrich Wilhelm Lüdersdorff das Anwesen und ergänzte es um ein zweistöckiges Gutsherrenhaus, dessen weitläufiger Bau als Schloss Weißensee bekannt wurde. Im Jahr 1874 verpachtete Lüdersdorff das Gelände. Aus dem Gutshaus wurde das beliebte Ausflugsrestaurant Zum Sternecker. Hier wurden den Besuchern viele Attraktionen wie ein in den See hineingebautes See-Theater, einige Musikpavillons, mehrere Verkaufspavillons, eine Schießhalle, ein Taucher-Bassin, ein Riesenkarussell, ein Riesenrad und eine Rutschbahn geboten.
Zu Beginn des 20. Jahrhunderts ging die gesamte Anlage in das Eigentum der Gemeinde Weißensee über, die sie zu einem Volks- und Bürgerpark mit dem Namen Trianonpark umgestaltete. Eine historische Ansichtskarte aus dem Jahr 1918 zeigt die Verwendung dieses Namens. Die Bezeichnung Trianonpark an der Berliner Allee hielt sich bis zum Adressbuch 1940 und wurde in diesem mit dem Zusatz „s. Weißenseer Park“ ausgewiesen. Bei den Umbauten entstanden Spielplätze, die Planschwiese mit wasserspeienden Sandsteinfiguren, eine überdachte Aussichtsterrasse, eine Uferpromenade und ein kleines Wildtiergehege. Während des Ersten Weltkriegs wurde das Schloss als Kaserne genutzt. Am 21. Februar 1919 brannte das Haus vollständig ab. Der beworbene neue Name für den Park setzte sich nicht durch.

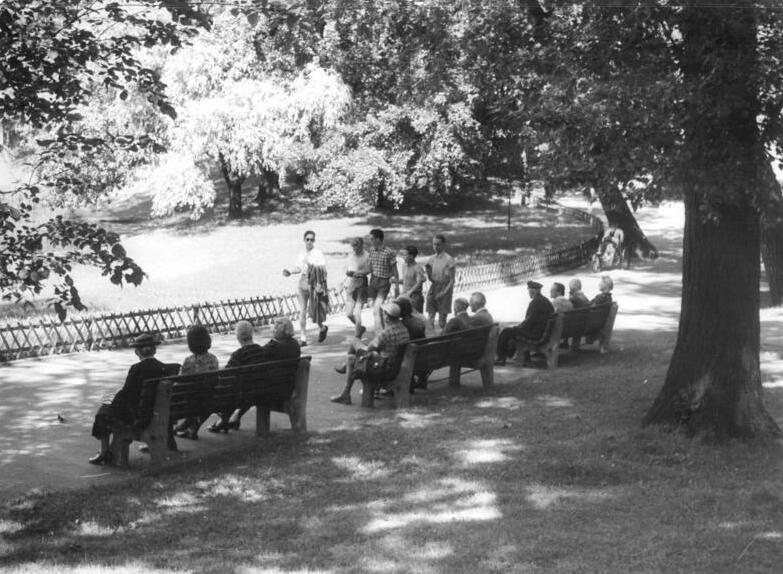
Spaziergänger im Park anno 1956

In den 1950er Jahren ließ die Bezirksverwaltung im Park einige Veränderungen durchführen, eine Freilichtbühne und eine Schwimmfontäne wurden angelegt. Im Jahr 1963 wurde das Weißenseer Blumenfest aus der Taufe gehoben, ein dreitägiges Kultur- und Musikfestival. 1987 kam auch – im Rahmen der 750-Jahr-Feiern der Stadt – ein großer Blumen- und Fahrzeugkorso hinzu. In diesen Fahrzeugumzug wurden weitere Teile von Weißensee einbezogen wie der Pistoriusplatz, die Woelckpromenade, der ehemalige Pferdemarkt, die Parkstraße usw. Es gab Verkaufseinrichtungen, einen Trödelmarkt und in Anlehnung an die Geschichte von Weißensee ein Biwak 1813.
Nach der Wende, 1995 bis 1999 fanden die vorerst letzten Umbau- und Rekonstruktionsarbeiten im Park statt.

## Der Park im 21. Jahrhundert

### Nutzung und Besonderheiten

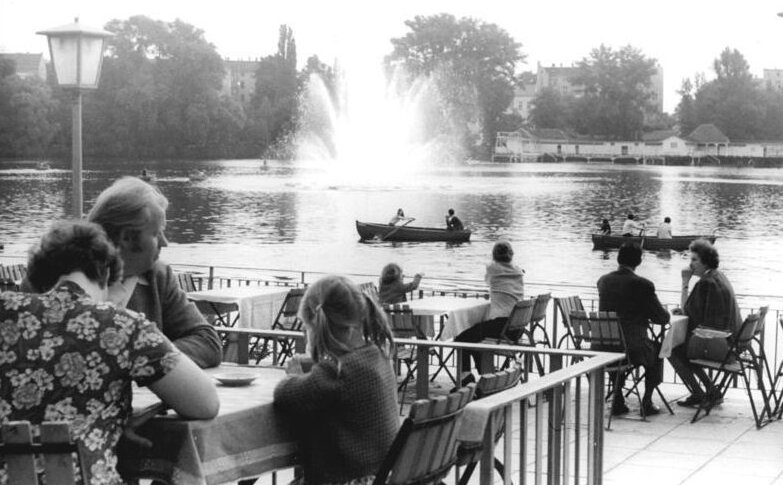
Ruderboote auf dem Weißen See (1972), Blick von der Terrasse des Milchhäuschens

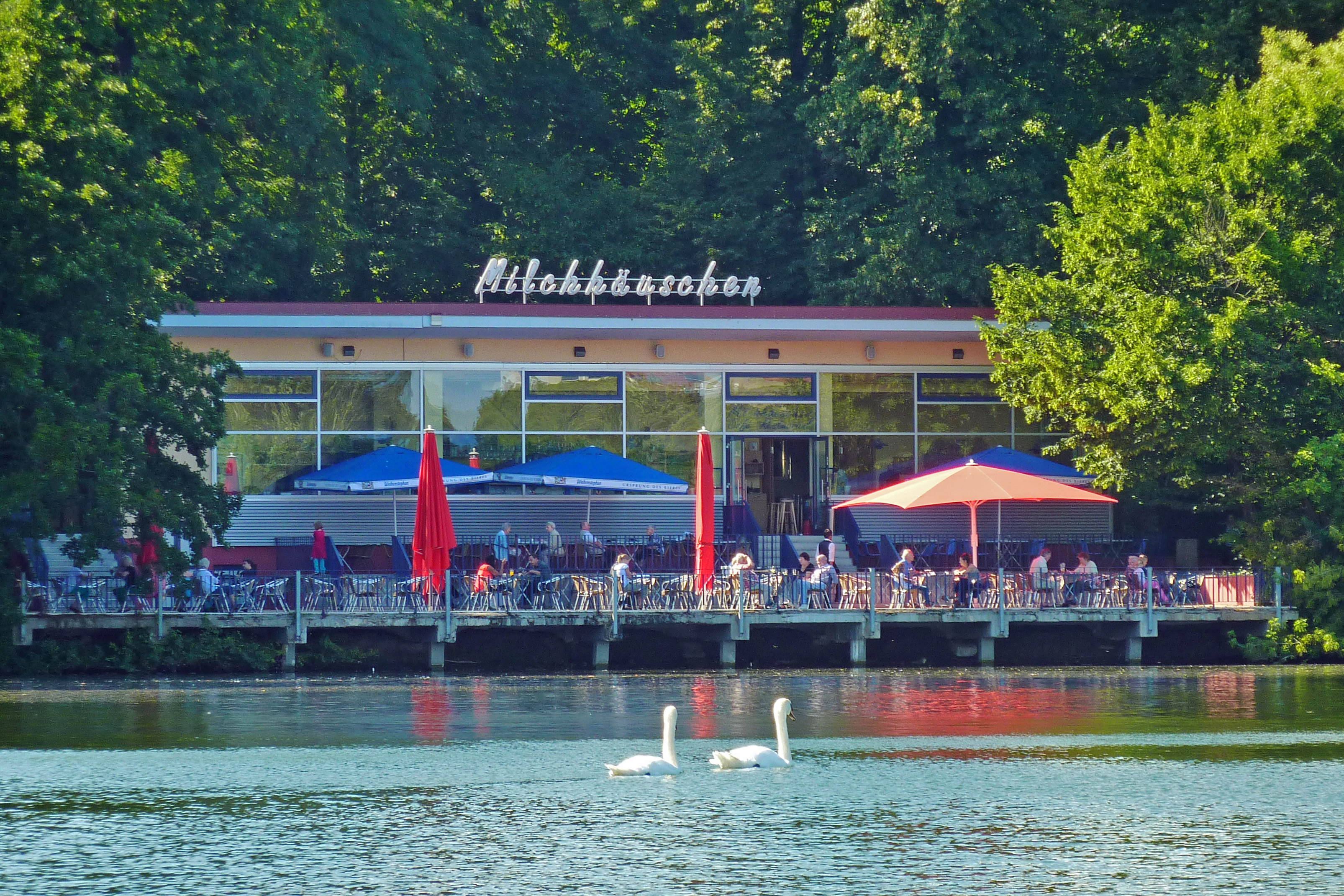
Milchhäuschen am Seeufer 2013

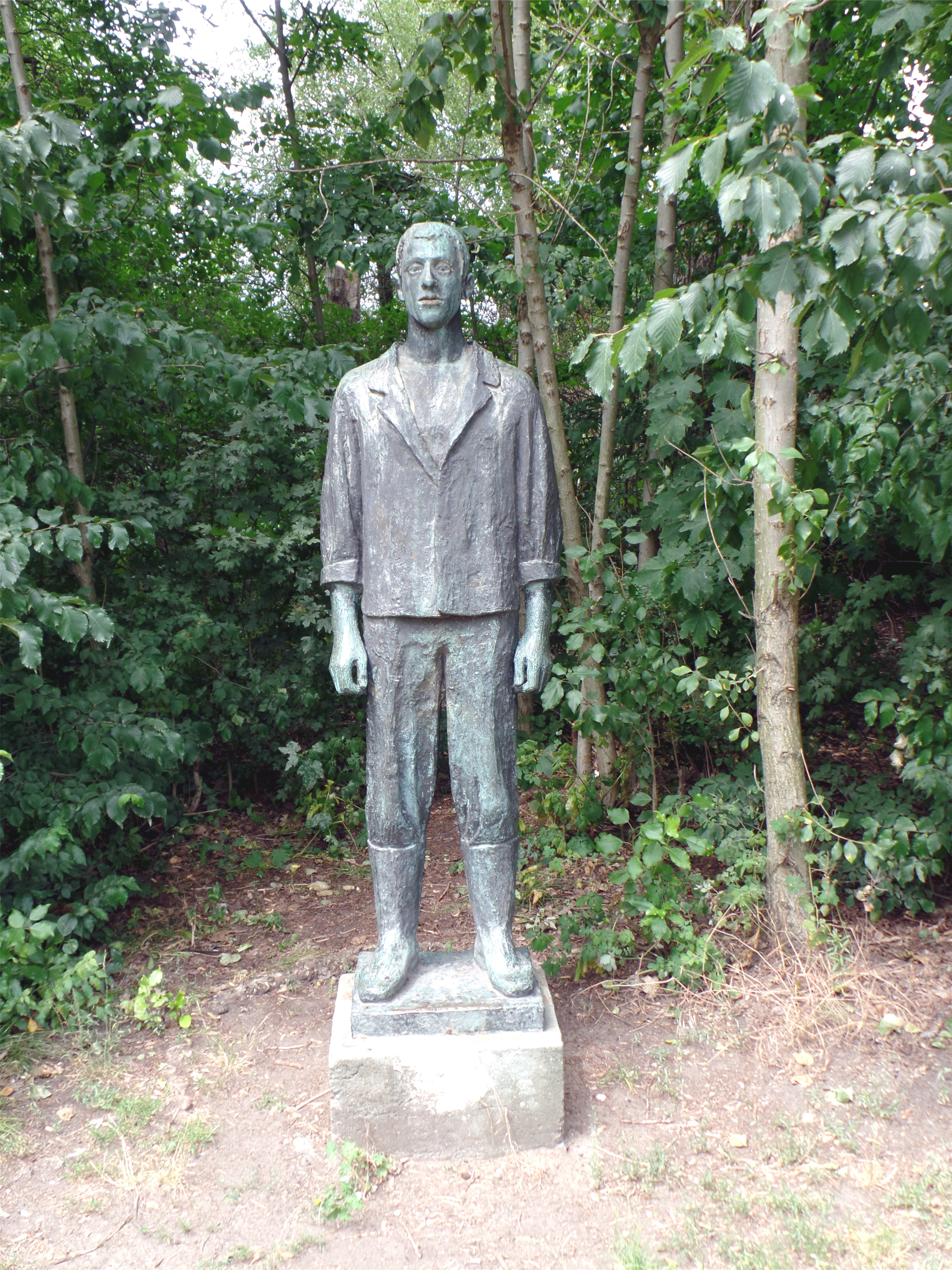
Junger Arbeiter im Park am Weißensee von Christa Sammler

Das Tiergehege beherbergte in der Vergangenheit einen Hirsch Heinrich, dem 1960 mit dem gleichnamigen Kinderbuch von Fred Rodrian mit Illustrationen von Werner Klemke ein literarisches Denkmal gesetzt wurde. Seit dem Beginn des neuen Jahrhunderts stehen nur noch Damkühe hier, da der geweihtragende Hirsch wegen des Pflegeaufwandes und Vandalismus in die Botanische Anlage Blankenfelde-Pankow umgesetzt wurde.
Neben mehreren Kinderspielplätzen auf insgesamt 4500 m² ist insbesondere das Planschbecken neben dem ehemaligen Hirschgehege zu nennen.
Im Park gibt es einen behindertengerecht eingerichteten Teil. Die östlich des Sees gelegene Blindenwohnstätte verfügt über einen abgetrennten Parkteil mit einem Umlauf mit Handführung. Die benachbarte Stephanus-Stiftung bietet ihren Bewohnern Spaziergänge im Park.
Das historische Milchhäuschen ist eine gastronomische Einrichtung mit offener Terrasse am See. Das Gebäude diente zur Bauzeit als Verkaufsstelle für Milch- und Milchprodukte des kommunalen Krankenhauses und stand im Zusammenhang mit der Milchkuranlage. Die für die Milch-Kühlung nötigen Pumpen wurden aus dem Seewasser versorgt. In der DDR-Zeit wurde die Gaststätte von der HO betrieben. Das ursprüngliche Milchhäuschen musste 1965 abgerissen werden. An gleicher Stelle entstand 1976 das heutige Gebäude, das lange nicht bewirtschaftet werden konnte. Der Entwurf von 1966 stammt von der damaligen Stadtbezirksarchitektin von Weißensee Ludmilla Herzenstein.
Das 1912 eröffnete Freibad ist weiterhin als Strandbad Weißensee geöffnet, auch wenn die Brandschäden des Jahres 2004 die Besitzer finanziell erheblich belasteten. Zum Strandbad gehört die zweite gastronomische Einrichtung am See, die den Namen Überseebar trägt und mit Palmen im Kübel und Tischen auf der Badeterrasse und im Strandsand exotisches Flair verbreitet. Neben dem Strandbad befindet sich eine als Sonnenuhr gestaltete Blumenuhr.
Die Freilichtbühne wird als Sommerkino und als Ort für Kulturveranstaltungen genutzt. Ergänzt wird das Kulturangebot durch einen Bootsverleih am Ostufer des Sees, der bereits in den 1970er Jahren eröffnete, und den Rosengarten am Westausgang des Parks.

### Baumbestand
Der teilweise 150 Jahre alte Baumbestand bietet für viele Besucher ein besonderes Naturerlebnis. Vor allem folgende geschützte Bäume sind als Naturdenkmal in die Liste Berlins eingetragen:
| Baum                         | Alter     | Stelle                                  | Link   |
| ---------------------------- | --------- | --------------------------------------- | ------ |
| Rosskastanie                 | 180 Jahre | oberhalb der Seeterrassen am Spielplatz |        |
| Mispelblättrige Traubeneiche | ?         | ?                                       | [ 7 ]  |
| Sommerlinde                  | 130 Jahre | am Rundweg südlich des „Milchhäuschens“ | [ 8 ]  |
| Schwarznuss                  | 120 Jahre | im Parkteil an der Albertinenstraße     | [ 9 ]  |
| Bitternuss                   | 70 Jahre  |                                         |        |
| Zerreiche                    | 110 Jahre | Albertinenstraße 6–8                    | [ 10 ] |

### Denkmale und Skulpturen

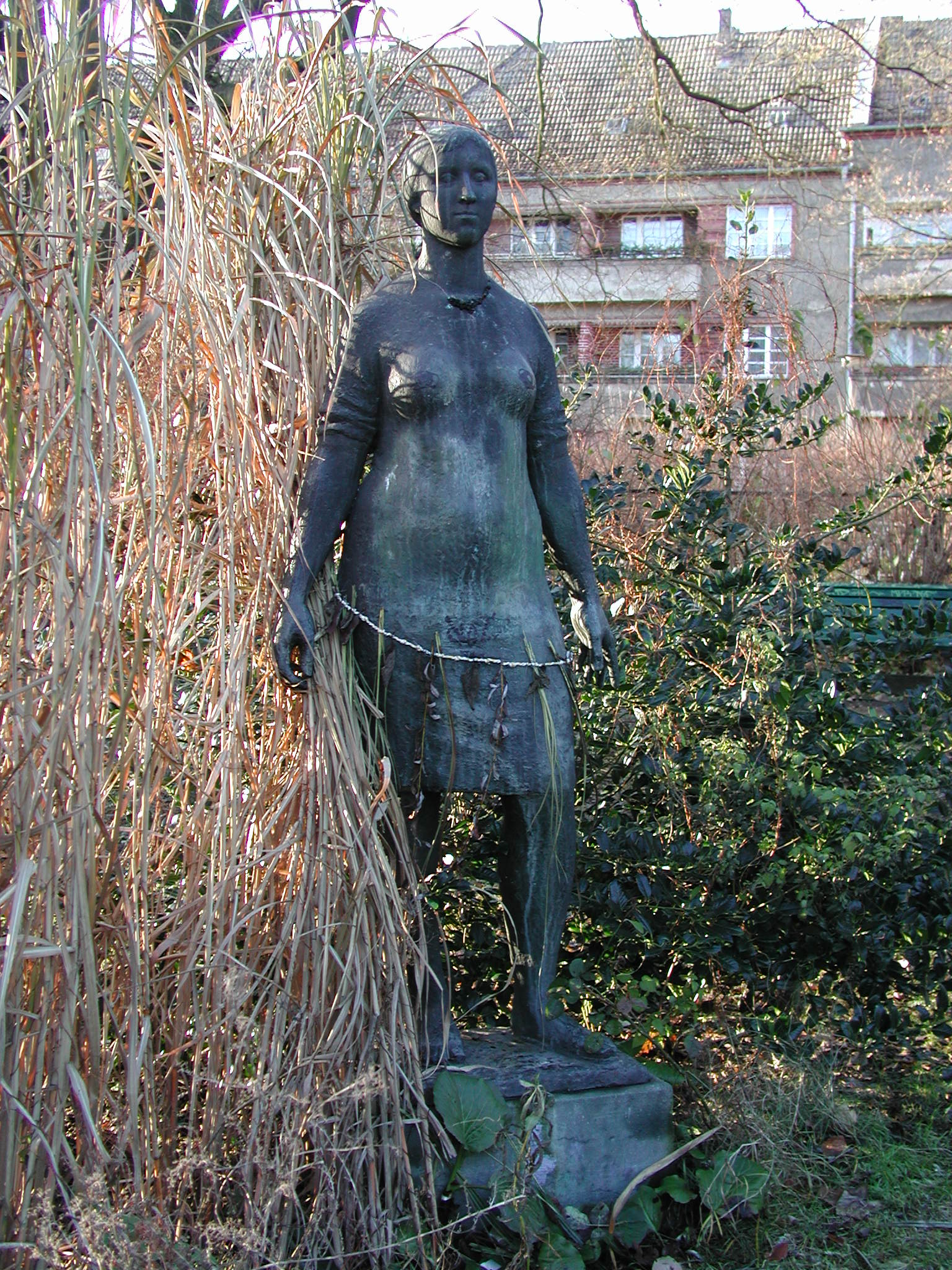
Trümmerfrauen-Denkmal im Park

Im Park gibt es mehrere Denkmale und Skulpturen. Auf den Eckpfeilern der Aussichtsterrasse stehen zwei 1912 von Hans Schellhorn geschaffene Tritonen. Am Rande des Parks nahe der Amalienstraße/Ecke Albertinenstraße befinden sich das Lesende Mädchen und die Raufenden Knaben, ebenfalls von Hans Schellhorn. In diesem Teil des Parks, auch Amalienpark genannt, steht seit 1968 die Aufbauhelferin, die den beim Aufräumen der Innenstadt nach dem Zweiten Weltkrieg tätigen Trümmerfrauen gewidmet ist und von Eberhard Bachmann gestaltet wurde. Nördlich am Rundweg, nahe der Freilichtbühne, steht der Junge Arbeiter von Christa Sammler. Das Denkmal für die antifaschistischen Widerstandskämpfer am Südausgang nahe der Berliner Allee wurde von Studenten der Weißenseer Kunsthochschule geschaffen.

## Der Weiße See

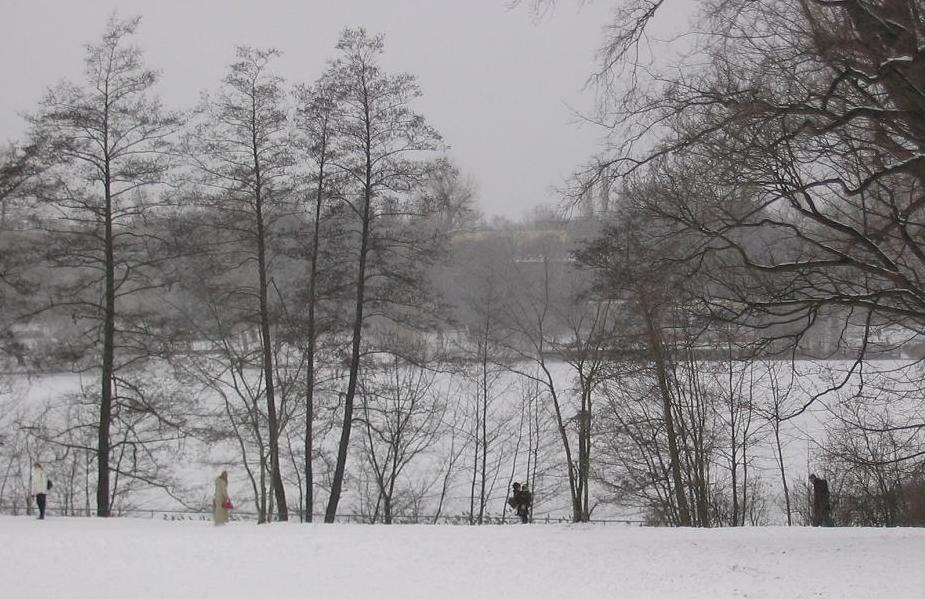
Weißer See im Winter

### Entstehung

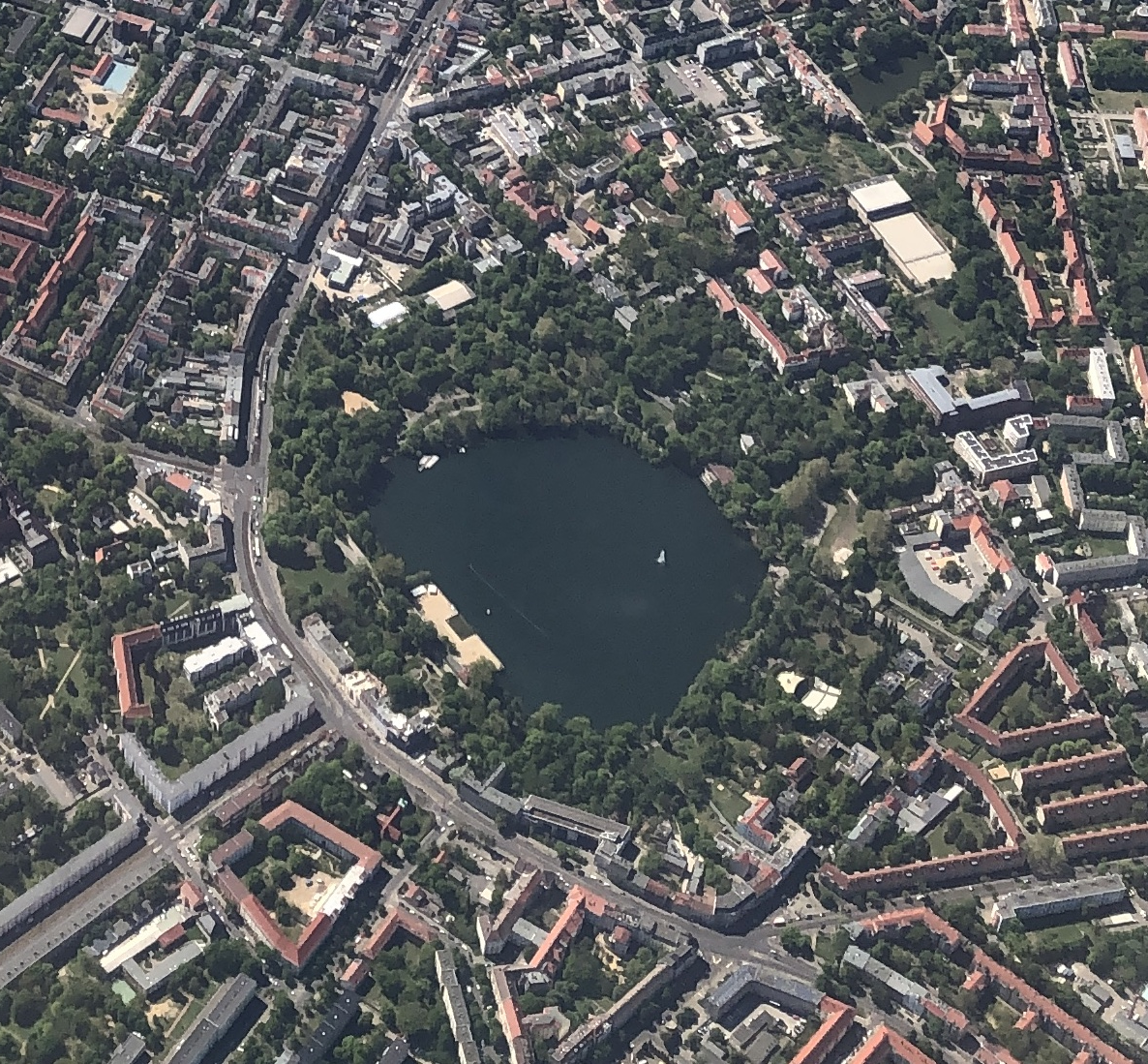
Der Weiße See mit seinem Park vom Flugzeug aus gesehen

Die Weichseleiszeit formte den See mit der umgebenden Landschaft. Die späteren Eisreste, die durch das vom Norden vorrückende Inlandeis entstanden, tauten auf und hinterließen einen Toteissee. Aus diesem Toteissee entstand der heutige Weiße See, den ein unbebauter Grünstreifen umgibt. Über Jahrhunderte wurden am See Siedlungen gebaut und Gärten angelegt, die vor allem landwirtschaftlich genutzt wurden, die erste Siedlung ist aus dem 13. Jahrhundert bekannt. Dank des Weißen Sees wurde der Ort Weißensee zu einem bedeutenden Berliner Ausflugsgebiet, später zu einem Stadtteil.

### Wasserbestand
Der Weiße See gehört mit maximal 9,7 m Tiefe zu den tiefsten Gewässern in Berlin. Der fast kreisrunde See hat eine Ausdehnung von rund 305 m in Ost-West-Richtung und 350 m in Nord-Süd-Richtung. Daraus ergibt sich die Fläche von 84.000 m² und ein Volumen von 350.000 m³. In den letzten 150 Jahren wurde der Wasserhaushalt wegen der ufernahen Bebauung immer mehr gestört, wobei die unterirdischen Verbindungen zu benachbarten Pfuhlen unterbrochen wurden.
Um den Weißen See als Bade- und Erholungsgewässer zu erhalten, wurden seit 1980 Maßnahmen zur Steuerung der Wassergüte des Sees durchgeführt, weswegen der See unbedenklich zum Baden benutzt werden kann. Die charakteristische Fontäne, die wesentlich zur Durchlüftung des Sees beitrug, war nach langer Nutzzeit im Winter 2008/2009 verschlissen und wurde ausgebaut. Anlässlich des Blumenfestes im August 2009 wurde eine neue Fontäne in Betrieb genommen.